# 基隆中學校官舍
基隆中學校官舍，又名基隆中學校奏任官舍，是位於基隆市信義區的日式宿舍建築，2021年登錄為基隆市歷史建築。

## 歷史
此棟建築落成於日治時期昭和五年(1930年)田寮河旁側的壽町三丁目20番地，即實施地方改正前的田寮港37番地內。為過去基隆廳長、郡守官舍等官方宿舍建築群所在區域，起初作為臺北州立基隆中學校之高等官舍使用，因時任校長井上重人本身為奏任官，因而得名為「奏任官舍」。第二次世界大戰結束後初期，基隆中學校改制為省立基隆中學，此棟建築則旁側校長官舍則一併作為教務人員宿舍使用，其機能以居住為主，並隨著後期不同公務人員所使用需求而有不同程度的增加和改建。
1998年，校長官舍因老舊之餘而遭到拆除，近年，因周遭信義市場整建計畫，及奏任官舍建築本身已閒置化等因素，在校方決議開拆建築好配合土地規劃開發後，因而引起地方居民及文史工作者的重視，在基隆中學老師盧慧芳積極推動，並在帶領學生參與導覽解說，申辦各項活動及提報下，最終基隆中學校官舍於2021年6月18日正式被基隆市文化局登錄為歷史建築，當前建築則為基隆唯一僅存的中學校校舍，及日治時期基隆高級行政官僚歷時最久之官舍舊址所在，並見證了田寮河周圍地區發展史的意義。
另外，根據校方人員的指出，推測此棟建築過去可能為白色恐怖時期受難者，即基隆中學教師藍明谷一家的住處，然而現並無直接性證據能證明此事的關聯性。

## 建築設計
此獨棟高等官舍風格雖經過增改建，然而至今規模格局仍保持完整，建坪33.11坪。外觀則採用和洋折衷樣式，其入口、門廊和構造因應基隆多雨氣候，則設置雨淋板可以作為避雨空間使用。
建材方面則使用木構、台灣煉瓦株式會社所生產TR磚和抓紋磚，與同期所建造公共與民間建築外牆元素相似。而在格局、尺寸部分，則是為「廣間型」平面的住宿空間形式，另則加入高架木板、通氣窗、突窗構造等排水及透風設施。

## 外部連結
- 基隆中學校官舍-文化部文化資產局 （页面存档备份，存于）
- 基隆中學校官舍
- 臺灣總督府職員錄系統